# Seznam mistrů Evropy v orientačním běhu – middle
Seznam mistrů Evropy v orientačním běhu na krátké trati (middlu). Tento individuální závod se běhá na Mistrovství Evropy od roku 2002.

## Muži
| Rok     | Zlato             | Stříbro          | Bronz            | Parametry          |
| ------- | ----------------- | ---------------- | ---------------- | ------------------ |
| ME 2002 | Michael Mamleev   | Yuri Omeltchenko | Jamie Stevenson  | 5.2 km, 15 kontrol |
| ME 2004 | Thierry Gueorgiou | Jarkko Huovila   | Emil Wingstedt   | 6.4 km, 22 kontrol |
| ME 2006 | Thierry Gueorgiou | Martins Sirmais  | Valentin Novikov | 6.7 km, 18 kontrol |
| ME 2008 | Thierry Gueorgiou | Martins Sirmais  | Pasi Ikonen      | 6.7 km, 22 kontrol |
| ME 2010 | Valentin Novikov  | Matthias Merz    | Daniel Hubmann   | 6.4 km, 22 kontrol |

## Ženy
| Rok     | Zlato         | Stříbro             | Bronz            | Parametry            |
| ------- | ------------- | ------------------- | ---------------- | -------------------- |
| ME 2002 | Gunilla Svärd | Brigitte Wolf       | Birgitte Husebye | 4.5 km, 13 kontrol   |
| ME 2004 | Hanne Staff   | Dainora Alsauskaite | Tatiana Ryabkina | 5.3 km, 21 kontrol   |
| ME 2006 | Minna Kauppi  | Marianne Andersen   | Heli Jukkola     | 5.679 km, 15 kontrol |
| ME 2008 | Heli Jukkola  | Merja Rantanen      | Minna Kauppi     | 5.2 km, 16 kontrol   |
| ME 2010 | Simone Niggli | Signe Soes          | Lena Eliasson    | 5.4 km, 22 kontrol   |